# Мир по Новикову
«Мир по Новикову» —  триллер российского писателя  Андрея Гусева, изданный в 2006 году.

## Сюжет
Нечасто встречаются художественные произведения об использовании ядерных материалов исламскими террористами в Москве. Если кто-либо готов читать об этом, то «Мир по Новикову» — та самая книга. Однако повествование на столь сложную тему ведётся не в лоб, а с использованием классического приёма: к главному герою триллера попадает  некая рукопись, и он должен решить, что с ней делать. 
Главный персонаж книги —  художник по профессии Виктор Новиков. Однако он не только пишет картины, но и работает в газете. Позже трудится в качестве редактора в российском агентстве «Интертелекс», в котором легко угадывается «Интерфакс». Работая в «Интертелексе», Новиков оказывается в командировке на базе российского ВМФ в Балтийске и, волею случая, даже идёт в поход на сторожевом корабле из Балтийска в Североморск вокруг Европы. Последнее место работы Виктора Новикова издательство «Трель», весьма похожее на издательство «Астрель», входящее в группу АСТ. Именно здесь ему попадает в руки повесть о чеченской войне, и от него, во многом зависит, будет ли она принята к публикации.
События, происходившие в российских СМИ и издательствах в девяностых и нулевых годах, стали стержнем произведения. Однако это не только производственный роман, но и повествование о любви — пронзительной, трагической любви Виктора Новикова к Иветте, для которой Виктор придумал странное имя Мартыш.

## Литературные особенности
В книге описана жизнь обычного человека в современной России. В то же время это пример того, как политика влияет на жизнь рядового гражданина. Но это и пример того, как история складывается из муравьиных усилий миллионов людей.
«Мир по Новикову» — это сгущённое время, в котором трудно дышать. Сама же книга состоит из четырёх частей: «Российская история’95», «Портреты его грёз», «Повелитель пчёл» и «Сто лет со дня рождения». Объединяет все четыре части не только их персонажи, но и угол зрения: два взгляда — мужской и женский — на одни и те же жизненные коллизии, нравственные проблемы, эротические трансакции. А на её обложке указано: «Все персонажи этой книги, включая известных политиков, являются плодом воображения автора. Если же обнаружатся некие совпадения с российской действительностью, то тем хуже для последней». 
 «После прочтения книги «Мир по Новикову» Андрея Гусева, я совершенно уверена в том, что её просто необходимо сделать настольной книгой каждого президента, чтобы знать, как не надо делать историю, как не надо руководить страной. Слава Герострата, уничтожившего одно из семи чудес света — храм Артемиды в Эфесе, это не та слава, к которой надо стремиться».  (И.Горюнова, Журнальный зал).

## История написания романа
Первая часть романа была написана и опубликована в 1996 году под названием «Российская история’95» англ. (“The Russian story”).  Вторая и третья части —  «Портреты его грёз» и «Повелитель пчёл» — написаны в 2003 году. Четвёртая основная часть —  «Сто лет со дня рождения» — была написана в 2006 году.
В течение длительного времени роман не удавалось издать, поскольку издательства отказывали в публикации, опасаясь негативной реакции и возможных санкций со стороны представителей высшей государственной власти, изображённых в романе. С некоторых литературных порталов роман был удалён по политическим причинам.